# Hexacyanoferraat

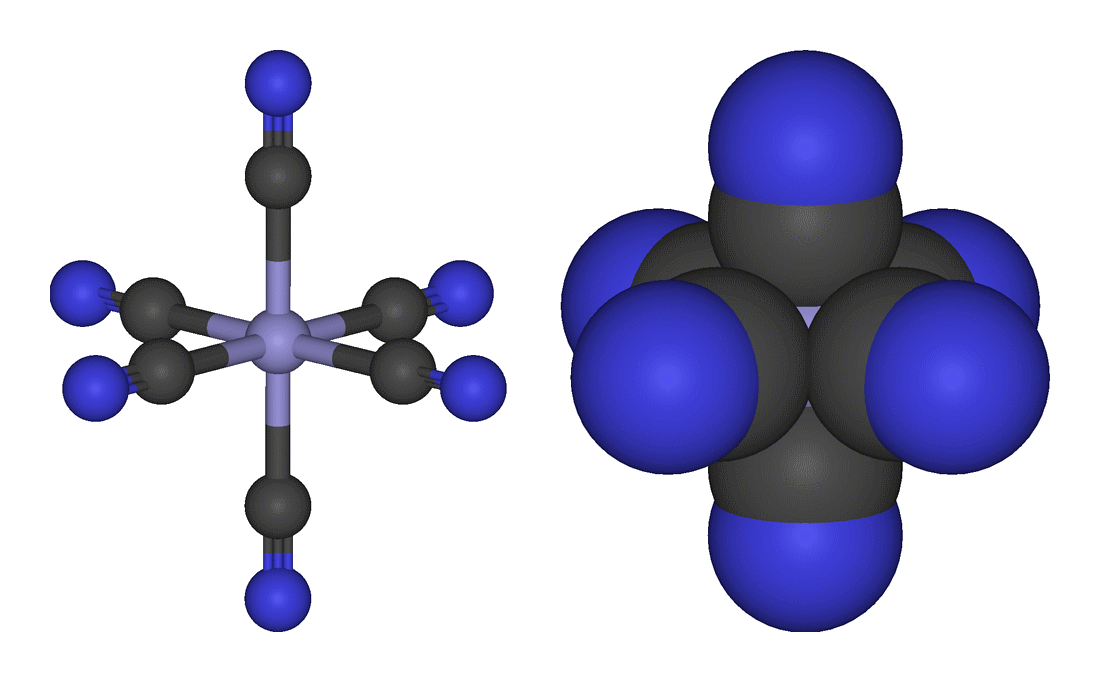
Hexacyanidoferraation.

Het hexacyanoferraation (IUPAC-naam: hexacyanidoferraat) is een complex ion dat bestaat uit zes cyanidoliganden rond een ijzerion. Hexacyanoferraten zijn zouten die een hexacyanoferraation bevatten.
IJzerionen kunnen voorkomen in de oxidatietoestand +II of +III. Cyanide-ionen zijn altijd CN−, de lading van hexacyanoferraationen is de som van de ladingen van de samenstellende delen: zo bestaan er hexacyanidoferraat(II)ionen: ([Fe(CN)6]4−) en hexacyanidoferraat(III)-ionen: ([Fe(CN)6]3−), naargelang de oxidatietrap van het ijzeratoom.
Combinaties van hexacyanoferraat(II), {\displaystyle {\ce {Fe(CN)6^{4-}}}}, en hexacyanoferraat(III), {\displaystyle {\ce {Fe(CN)6^{3-}}}}, vormen een reversibel redoxkoppel dat als hulpstof gebruikt wordt in onder andere biamperometrische glucosesensoren (in combinatie met glucose-oxidase).

## Hexacyanoferraat(II)
Hexacyanoferraat(II) werd vroeger ferrocyanide genoemd. De kleur van het ion is lichtgeel. Een bekend hexacyanoferraat(II) is kaliumhexacyanoferraat(II) {\displaystyle {\ce {(\ K4Fe(CN)6\ )}}}, vroeger bekend onder de naam geel bloedloogzout.

## Hexacyanoferraat(III)
Hexacyanoferraat(III) stond als ferricyanide bekend. De kleur van het ion is oranjerood. Een bekend hexacyanoferraat(III) is kaliumhexacyanoferraat(III) {\displaystyle {\ce {(\ K3Fe(CN)6\ )}}}, vroeger bekend onder de naam rood bloedloogzout.